# Cologna Veneta
Cologna Veneta é uma comuna italiana da região do Vêneto, província de Verona, com cerca de 7.880 habitantes. Estende-se por uma área de 42,99 km², tendo uma densidade populacional de 188 hab/km². Faz fronteira com Asigliano Veneto (VI), Lonigo (VI), Orgiano (VI), Poiana Maggiore (VI), Pressana, Roveredo di Guà, Veronella, Zimella.

## Demografia
| Variação demográfica do município entre 1861 e 2011                               |
|                                                                                   |
| Fonte: Istituto Nazionale di Statistica (ISTAT) - Elaboração gráfica da Wikipedia |